# Athysanella macleani
Athysanella macleani är en insektsart som beskrevs av Blocker och Wesley 1985. Athysanella macleani ingår i släktet Athysanella och familjen dvärgstritar. Inga underarter finns listade i Catalogue of Life.